# Wembley Stadion (1923)
A Wembley Stadion egy labdarúgó-stadion volt Londonban, Angliában.
A stadion az angol labdarúgó-válogatott otthonául szolgált 1923 és 2000 között.
Az 1948. évi nyári olimpiai játékok, az 1966-os labdarúgó-világbajnokság és az 1996-os labdarúgó-Európa-bajnokság egyik helyszíne volt. Befogadóképessége 82 000 fő volt.
Itt rendezték a híres 6–3-as magyar győzelemmel véget érő mérkőzést 1953. november 25-én.
Pelé szerint a „Wembley a labdarúgás katedrálisa. A labdarúgás fővárosa és a labdarúgás szíve”.

## Története
A stadiont 1922-ben, 300 nap alatt építették meg, és 750 000 £-be került. 1923. április 23-án nyitotta meg kapuit. Az eredetileg 127 000 fő befogadására alkalmas létesítmény az angol labdarúgó-válogatott otthona volt egészen 2000-ig.
A stadionban számos FA-kupa- és összesen öt Bajnokcsapatok Európa-kupája-finálét rendeztek. Szintén itt rendezték az 1948. évi nyári olimpiai játékok, az 1966-os világbajnokság és az 1996-os Európa-bajnokság döntőjét.
Az utolsó FA-kupa-döntőt 2000. május 20-án játszották, melyen a Chelsea Roberto Di Matteo góljával 1–0-ra legyőzte az Aston Villát.
Az utolsó válogatott mérkőzést 2000. október 7-én játszották, melyen Anglia 1–0-s vereséget szenvedett Németországtól. A németek gólját Dietmar Hamann szerezte, és ez volt Kevin Keegan utolsó mérkőzése szövetségi kapitányként.

## Események

### BEK-döntők
| Dátum       | Pályaválasztó     | Eredmény | Vendég         | Döntő | Nézők  |
| ----------- | ----------------- | -------- | -------------- | ----- | ------ |
| 1963.05.32. | Milan             | 2–1      | Benfica        | Döntő | 45 715 |
| 1968.05.29. | Manchester United | 4–1      | Benfica        | Döntő | 92 225 |
| 1971.06.02. | Ajax              | 2–0      | Panathinaikósz | Döntő | 69 693 |
| 1978.05.10. | Liverpool         | 2–1      | Club Brugge    | Döntő | 92 000 |
| 1992.05.20. | Sampdoria         | 0–1      | Barcelona      | Döntő | 70 827 |

### 1966-os világbajnokság
| Dátum       | Időpont UTC+2 | Pályaválasztó | Eredmény   | Vendég        | Forduló          | Nézők  |
| ----------- | ------------- | ------------- | ---------- | ------------- | ---------------- | ------ |
| 1966.07.11. | 20.30         | Anglia        | 0–0        | Uruguay       | A csoport        | 87 148 |
| 1966.07.13. | 20.30         | Franciaország | 1–1        | Mexikó        | A csoport        | 69 237 |
| 1966.07.16. | 16.00         | Anglia        | 2–0        | Mexikó        | A csoport        | 92 570 |
| 1966.07.19. | 17.30         | Mexikó        | 0–0        | Uruguay       | A csoport        | 61 112 |
| 1966.07.20. | 20.30         | Anglia        | 2–0        | Franciaország | A csoport        | 98 270 |
| 1966.07.23. | 16.00         | Anglia        | 1–0        | Argentína     | Negyeddöntő      | 90 584 |
| 1966.07.26. | 20.30         | Anglia        | 2–1        | Portugália    | Elődöntő         | 94 493 |
| 1966.07.28. | 20.30         | Portugália    | 2–1        | Szovjetunió   | Harmadik helyért | 87 696 |
| 1966.07.28. | 16.00         | Anglia        | 4–2 (h.u.) | NSZK          | Döntő            | 96 924 |

### 1996-os Európa-bajnokság
| Dátum       | Időpont UTC+2 | Pályaválasztó | Eredmény       | Vendég      | Forduló     | Nézők  |
| ----------- | ------------- | ------------- | -------------- | ----------- | ----------- | ------ |
| 1996.06.08. | 16.00         | Anglia        | 1–1            | Svájc       | A csoport   | 76 567 |
| 1996.06.15. | 16.00         | Skócia        | 0–2            | Anglia      | A csoport   | 76 864 |
| 1996.06.18. | 20.30         | Hollandia     | 1–4            | Anglia      | A csoport   | 76 798 |
| 1996.06.23. | 16.00         | Spanyolország | 0–0 (b.u. 2–4) | Anglia      | Negyeddöntő | 75 440 |
| 1996.06.26. | 20.30         | Németország   | 1–1 (b.u. 6–5) | Anglia      | Elődöntő    | 75 862 |
| 1996.06.30. | 20.00         | Csehország    | 1–2 (h.u.)     | Németország | Döntő       | 73 611 |